# Conselho Nacional de Defesa Ambiental
O Conselho Nacional de Defesa Ambiental, CNDA, é uma organização brasileira da Sociedade Civil de Interesse Público (OSCIP), que obtem registros para capacitar e desenvolver serviços, projetos, programas e campanhas com objetivo de proteger o meio socioambiental.

## Área de Atuação
O CNDA atua na interação do homem com o meio ambiente: violência, poluição - controle de emissão de gases veiculares, desperdício no consumo de recursos naturais, degradação da fauna e flora, certificadora de selo verde, green label e outras ecoetiquetas, são alguns exemplos.
saiba mais em www.cnda.org.br